# Liste des participants à Danse avec les stars
 (septembre 2021).
Cet article présente la liste des participants à l'émission de télévision française de divertissement Danse avec les stars diffusée sur TF1 depuis le 12 février 2011.

## Participants
149 célébrités ont déjà participé ou participent à Danse avec les stars.
| Saison           | Photo            | Candidat               | Nationalité                                                           | Âge lors de l'émission (prime 1) | Date de naissance  | Occupation                                                                    | Partenaire professionnel           | Classement |
| ---------------- | ---------------- | ---------------------- | --------------------------------------------------------------------- | -------------------------------- | ------------------ | ----------------------------------------------------------------------------- | ---------------------------------- | ---------- |
| Saison 1 (2011)  |                  | M. Pokora              | Drapeau de la France                                                  | 25 ans                           | 26 septembre 1985  | chanteur                                                                      | Katrina Patchett                   | 1er        |
| Saison 1 (2011)  |                  | Sofia Essaïdi          | Drapeau de la France · Drapeau du Maroc                               | 26 ans                           | 6 août 1984        | chanteuse, actrice                                                            | Maxime Dereymez                    | 2e         |
| Saison 1 (2011)  |                  | David Ginola           | Drapeau de la France                                                  | 44 ans                           | 25 janvier 1967    | footballeur                                                                   | Silvia Notargiacomo                | 3e         |
| Saison 1 (2011)  |                  | Adriana Karembeu       | Drapeau de la Slovaquie                                               | 39 ans                           | 17 septembre 1971  | mannequin                                                                     | Julien Brugel                      | 4e         |
| Saison 1 (2011)  |                  | Jean-Marie Bigard      | Drapeau de la France                                                  | 56 ans                           | 17 mai 1954        | humoriste, acteur                                                             | Fauve Hautot                       | 5e         |
| Saison 1 (2011)  |                  | Marthe Mercadier       | Drapeau de la France                                                  | 82 ans                           | 23 octobre 1928    | actrice                                                                       | Grégoire Lyonnet                   | 6e         |
| Saison 1 (2011)  |                  | Rossy de Palma         | Drapeau de l'Espagne                                                  | 46 ans                           | 16 septembre 1964  | actrice                                                                       | Christophe Licata                  | 7e         |
| Saison 1 (2011)  |                  | André Manoukian        | Drapeau de la France                                                  | 53 ans                           | 9 avril 1957       | musicien                                                                      | Candice Pascal                     | 8e         |
| Saison 2 (2011)  |                  | Shy'm                  | Drapeau de la France                                                  | 25 ans                           | 28 novembre 1985   | chanteuse                                                                     | Maxime Dereymez                    | 1re        |
| Saison 2 (2011)  |                  | Philippe Candeloro     | Drapeau de la France                                                  | 39 ans                           | 17 février 1972    | patineur artistique                                                           | Candice Pascal                     | 2e         |
| Saison 2 (2011)  |                  | Baptiste Giabiconi     | Drapeau de la France                                                  | 21 ans                           | 9 novembre 1989    | mannequin, chanteur                                                           | Fauve Hautot                       | 3e         |
| Saison 2 (2011)  |                  | Sheila                 | Drapeau de la France                                                  | 66 ans                           | 16 août 1945       | chanteuse                                                                     | Julien Brugel                      | 4e         |
| Saison 2 (2011)  |                  | Francis Lalanne        | Drapeau de la France                                                  | 53 ans                           | 8 août 1958        | auteur-compositeur-interprète                                                 | Silvia Notargiacomo                | 5e         |
| Saison 2 (2011)  |                  | Véronique Jannot       | Drapeau de la France                                                  | 54 ans                           | 7 mai 1957         | actrice                                                                       | Grégoire Lyonnet                   | 6e         |
| Saison 2 (2011)  |                  | Valérie Bègue          | Drapeau de la France                                                  | 26 ans                           | 26 septembre 1985  | Miss France 2008, animatrice de télévision                                    | Grégory Guichard                   | 7e         |
| Saison 2 (2011)  |                  | Nâdiya                 | Drapeau de la France                                                  | 38 ans                           | 19 juin 1973       | chanteuse, ancienne athlète                                                   | Christophe Licata                  | 8e         |
| Saison 2 (2011)  |                  | Cédric Pioline         | Drapeau de la France                                                  | 42 ans                           | 15 juin 1969       | champion de tennis                                                            | Katrina Patchett                   | 9e         |
| Saison 3 (2012)  |                  | Emmanuel Moire         | Drapeau de la France                                                  | 33 ans                           | 16 juin 1979       | auteur-compositeur-interprète                                                 | Fauve Hautot                       | 1er        |
| Saison 3 (2012)  |                  | Amel Bent              | Drapeau de la France                                                  | 27 ans                           | 21 juin 1985       | chanteuse de RnB                                                              | Christophe Licata                  | 2e         |
| Saison 3 (2012)  |                  | Taïg Khris             | Drapeau de la Grèce · Drapeau de l'Algérie                            | 37 ans                           | 27 juillet 1975    | champion du monde de roller agressif, animateur de télévision                 | Denitsa Ikonomova                  | 3e         |
| Saison 3 (2012)  |                  | Lorie                  | Drapeau de la France                                                  | 30 ans                           | 2 mai 1982         | chanteuse, actrice                                                            | Christian Millette                 | 4e         |
| Saison 3 (2012)  |                  | Gérard Vives           | Drapeau de la France                                                  | 49 ans                           | 30 novembre 1962   | acteur, animateur de télévision                                               | Silvia Notargiacomo                | 5e         |
| Saison 3 (2012)  |                  | Estelle Lefébure       | Drapeau de la France                                                  | 46 ans                           | 11 mai 1966        | mannequin, actrice, animatrice de télévision                                  | Maxime Dereymez                    | 6e         |
| Saison 3 (2012)  |                  | Bastian Baker          | Drapeau de la Suisse                                                  | 21 ans                           | 20 mai 1991        | chanteur                                                                      | Katrina Patchett                   | 7e         |
| Saison 3 (2012)  |                  | Chimène Badi           | Drapeau de la France                                                  | 29 ans                           | 30 octobre 1982    | chanteuse                                                                     | Julien Brugel                      | 8e         |
| Saison 3 (2012)  |                  | Laura Flessel          | Drapeau de la France                                                  | 40 ans                           | 6 novembre 1971    | escrimeuse, quintuple médaillée olympique                                     | Grégoire Lyonnet                   | 9e         |
| Saison 3 (2012)  |                  | Christophe Dominici    | Drapeau de la France                                                  | 40 ans                           | 20 mai 1972        | ancien joueur de rugby à XV                                                   | Candice Pascal                     | 10e        |
| Saison 4 (2013)  |                  | Alizée                 | Drapeau de la France                                                  | 29 ans                           | 21 août 1984       | chanteuse                                                                     | Grégoire Lyonnet                   | 1re        |
| Saison 4 (2013)  |                  | Brahim Zaibat          | Drapeau de la France                                                  | 27 ans                           | 6 septembre 1986   | chorégraphe                                                                   | Katrina Patchett                   | 2e         |
| Saison 4 (2013)  |                  | Laëtitia Milot         | Drapeau de la France                                                  | 33 ans                           | 5 juillet 1980     | actrice, mannequin                                                            | Christophe Licata                  | 3e         |
| Saison 4 (2013)  |                  | Keen'V                 | Drapeau de la France                                                  | 30 ans                           | 31 janvier 1983    | chanteur                                                                      | Fauve Hautot                       | 4e         |
| Saison 4 (2013)  |                  | Laurent Ournac         | Drapeau de la France                                                  | 33 ans                           | 26 avril 1980      | acteur                                                                        | Denitsa Ikonomova                  | 5e         |
| Saison 4 (2013)  |                  | Tal                    | Drapeau de la France · Drapeau d’Israël                               | 23 ans                           | 12 décembre 1989   | chanteuse                                                                     | Yann-Alrick Mortreuil              | 6e         |
| Saison 4 (2013)  |                  | Laury Thilleman        | Drapeau de la France                                                  | 22 ans                           | 30 juillet 1991    | journaliste, Miss France 2011                                                 | Maxime Dereymez                    | 7e         |
| Saison 4 (2013)  |                  | Titoff                 | Drapeau de la France                                                  | 41 ans                           | 18 juillet 1972    | acteur, humoriste                                                             | Silvia Notargiacomo                | 8e         |
| Saison 4 (2013)  |                  | Damien Sargue          | Drapeau de la France                                                  | 32 ans                           | 26 juin 1981       | chanteur                                                                      | Candice Pascal                     | 9e         |
| Saison 4 (2013)  |                  | Noémie Lenoir          | Drapeau de la France                                                  | 34 ans                           | 19 septembre 1979  | actrice, mannequin                                                            | Christian Millette                 | 10e        |
| Saison 5 (2014)  |                  | Rayane Bensetti        | Drapeau de la France                                                  | 21 ans                           | 9 avril 1993       | acteur                                                                        | Denitsa Ikonomova                  | 1er        |
| Saison 5 (2014)  |                  | Nathalie Péchalat      | Drapeau de la France                                                  | 30 ans                           | 22 décembre 1983   | patineuse artistique                                                          | Grégoire Lyonnet Christophe Licata | 2e         |
| Saison 5 (2014)  |                  | Brian Joubert          | Drapeau de la France                                                  | 30 ans                           | 20 septembre 1984  | champion du monde de patinage artistique                                      | Katrina Patchett                   | 3e         |
| Saison 5 (2014)  |                  | Miguel Ángel Muñoz     | Drapeau de l'Espagne                                                  | 31 ans                           | 4 juillet 1983     | acteur, chanteur                                                              | Fauve Hautot                       | 4e         |
| Saison 5 (2014)  |                  | Tonya Kinzinger        | Drapeau des États-Unis                                                | 46 ans                           | 20 juin 1968       | actrice, animatrice de télévision                                             | Maxime Dereymez                    | 5e         |
| Saison 5 (2014)  |                  | Corneille              | Drapeau du Canada                                                     | 37 ans                           | 24 mars 1977       | chanteur                                                                      | Candice Pascal                     | 6e         |
| Saison 5 (2014)  |                  | Louisy Joseph          | Drapeau de la France                                                  | 36 ans                           | 14 avril 1978      | chanteuse                                                                     | Guillaume Foucault                 | 7e         |
| Saison 5 (2014)  |                  | Anthony Kavanagh       | Drapeau du Canada                                                     | 45 ans                           | 26 septembre 1969  | humoriste                                                                     | Silvia Notargiacomo                | 8e         |
| Saison 5 (2014)  |                  | Joyce Jonathan         | Drapeau de la France                                                  | 24 ans                           | 3 novembre 1989    | chanteuse                                                                     | Julien Brugel                      | 9e         |
| Saison 5 (2014)  |                  | Ophélie Winter         | Drapeau de la France · Drapeau des Pays-Bas                           | 40 ans                           | 20 février 1974    | chanteuse, actrice, mannequin, animatrice de télévision                       | Christophe Licata                  | 10e        |
| Saison 5 (2014)  |                  | Élisa Tovati           | Drapeau de la France                                                  | 38 ans                           | 23 mars 1976       | actrice, chanteuse                                                            | Christian Millette                 | 11e        |
| Saison 6 (2015)  |                  | Loïc Nottet            | Drapeau de la Belgique                                                | 19 ans                           | 10 avril 1996      | chanteur                                                                      | Denitsa Ikonomova                  | 1er        |
| Saison 6 (2015)  |                  | Priscilla Betti        | Drapeau de la France                                                  | 26 ans                           | 2 août 1989        | chanteuse, comédienne                                                         | Christophe Licata                  | 2e         |
| Saison 6 (2015)  |                  | Olivier Dion           | Drapeau du Canada                                                     | 24 ans                           | 10 août 1991       | chanteur                                                                      | Candice Pascal                     | 3e         |
| Saison 6 (2015)  |                  | EnjoyPhoenix           | Drapeau de la France · Drapeau de la Suisse                           | 20 ans                           | 18 mars 1995       | youtubeuse                                                                    | Yann-Alrick Mortreuil              | 4e         |
| Saison 6 (2015)  |                  | Véronic DiCaire        | Drapeau du Canada                                                     | 38 ans                           | 18 décembre 1976   | imitatrice, chanteuse                                                         | Christian Millette                 | 5e         |
| Saison 6 (2015)  |                  | Fabienne Carat         | Drapeau de la France                                                  | 36 ans                           | 24 août 1979       | actrice                                                                       | Julien Brugel                      | 6e         |
| Saison 6 (2015)  |                  | Vincent Niclo          | Drapeau de la France                                                  | 40 ans                           | 6 janvier 1975     | chanteur                                                                      | Katrina Patchett                   | 7e         |
| Saison 6 (2015)  |                  | Sophie Vouzelaud       | Drapeau de la France                                                  | 28 ans                           | 21 juin 1987       | 1re dauphine de Miss France 2007                                              | Maxime Dereymez                    | 8e         |
| Saison 6 (2015)  |                  | Thierry Samitier       | Drapeau de la France                                                  | 51 ans                           | 24 novembre 1963   | comédien                                                                      | Emmanuelle Berne                   | 9e         |
| Saison 6 (2015)  |                  | Djibril Cissé          | Drapeau de la France · Drapeau de la Côte d'Ivoire                    | 34 ans                           | 12 août 1981       | footballeur                                                                   | Silvia Notargiacomo                | 10e        |
| Saison 7 (2016)  |                  | Laurent Maistret       | Drapeau de la France                                                  | 34 ans                           | 3 février 1982     | mannequin, danseur, vainqueur de Koh-Lanta 2014, chroniqueur                  | Denitsa Ikonomova                  | 1er        |
| Saison 7 (2016)  |                  | Camille Lou            | Drapeau de la France                                                  | 24 ans                           | 22 mai 1992        | chanteuse                                                                     | Grégoire Lyonnet                   | 2e         |
| Saison 7 (2016)  |                  | Artus                  | Drapeau de la France                                                  | 29 ans                           | 17 août 1987       | humoriste                                                                     | Marie Denigot                      | 3e         |
| Saison 7 (2016)  |                  | Karine Ferri           | Drapeau de la France                                                  | 34 ans                           | 25 avril 1982      | animatrice de télévision et de radio, mannequin                               | Yann-Alrick Mortreuil              | 4e         |
| Saison 7 (2016)  |                  | Florent Mothe          | Drapeau de la France                                                  | 35 ans                           | 13 mai 1981        | chanteur                                                                      | Candice Pascal                     | 5e         |
| Saison 7 (2016)  |                  | Caroline Receveur      | Drapeau de la France                                                  | 28 ans                           | 10 novembre 1987   | animatrice de télévision, chroniqueuse, actrice, mannequin                    | Maxime Dereymez                    | 6e         |
| Saison 7 (2016)  |                  | Valérie Damidot        | Drapeau de la France                                                  | 51 ans                           | 18 janvier 1965    | animatrice de télévision, comédienne                                          | Christian Millette                 | 7e         |
| Saison 7 (2016)  |                  | Julien Lepers          | Drapeau de la France                                                  | 67 ans                           | 12 août 1949       | animateur de télévision et de radio                                           | Silvia Notargiacomo                | 8e         |
| Saison 7 (2016)  |                  | Sylvie Tellier         | Drapeau de la France                                                  | 38 ans                           | 28 mai 1978        | Miss France 2002, directrice générale du Comité Miss France                   | Christophe Licata                  | 9e         |
| Saison 7 (2016)  |                  | Kamel le Magicien      | Drapeau de la France                                                  | 36 ans                           | 5 février 1980     | prestidigitateur                                                              | Emmanuelle Berne                   | 10e        |
| Saison 7 (2016)  |                  | Olivier Minne          | Drapeau de la France · Drapeau de la Belgique                         | 49 ans                           | 18 mars 1967       | animateur de télévision, comédien                                             | Katrina Patchett                   | 11e        |
| Saison 8 (2017)  |                  | Agustín Galiana        | Drapeau de l'Espagne                                                  | 39 ans                           | 7 juillet 1978     | comédien                                                                      | Candice Pascal                     | 1er        |
| Saison 8 (2017)  |                  | Lenni-Kim              | Drapeau du Canada                                                     | 16 ans                           | 8 septembre 2001   | chanteur, acteur                                                              | Marie Denigot                      | 2e         |
| Saison 8 (2017)  |                  | Tatiana Silva          | Drapeau de la Belgique                                                | 32 ans                           | 5 février 1985     | mannequin, Miss Belgique 2005, présentatrice météo                            | Christophe Licata                  | 3e         |
| Saison 8 (2017)  |                  | Élodie Gossuin         | Drapeau de la France                                                  | 36 ans                           | 15 décembre 1980   | Miss France 2001, Miss Europe 2001, mannequin, animatrice de télévision       | Christian Millette                 | 4e         |
| Saison 8 (2017)  |                  | Joy Esther             | Drapeau de la France · Drapeau de l'Espagne                           | 33 ans                           | 14 juin 1984       | comédienne                                                                    | Anthony Colette                    | 5e         |
| Saison 8 (2017)  |                  | Camille Lacourt        | Drapeau de la France                                                  | 32 ans                           | 22 avril 1985      | nageur, quintuple champion du monde et d'Europe de natation                   | Hajiba Fahmy                       | 6e         |
| Saison 8 (2017)  |                  | Sinclair               | Drapeau de la France                                                  | 47 ans                           | 19 juillet 1970    | auteur-compositeur-interprète                                                 | Denitsa Ikonomova                  | 7e         |
| Saison 8 (2017)  |                  | Arielle Dombasle       | Drapeau de la France · Drapeau des États-Unis                         | 64 ans                           | 27 avril 1953      | actrice, chanteuse                                                            | Maxime Dereymez                    | 8e         |
| Saison 8 (2017)  |                  | Hapsatou Sy            | Drapeau de la France                                                  | 36 ans                           | 10 avril 1981      | animatrice de télévision                                                      | Jordan Mouillerac                  | 9e         |
| Saison 8 (2017)  |                  | Vincent Cerutti        | Drapeau de la France                                                  | 36 ans                           | 16 mars 1981       | animateur de radio et de télévision                                           | Katrina Patchett                   | 10e        |
| Saison 9 (2018)  |                  | Clément Rémiens        | Drapeau de la France                                                  | 20 ans                           | 15 octobre 1997    | comédien                                                                      | Denitsa Ikonomova                  | 1er        |
| Saison 9 (2018)  |                  | Iris Mittenaere        | Drapeau de la France                                                  | 25 ans                           | 25 janvier 1993    | Miss France 2016, Miss Univers 2016, animatrice de télévision                 | Anthony Colette                    | 2e         |
| Saison 9 (2018)  |                  | Terence Telle          | Drapeau de la France                                                  | 26 ans                           | 15 octobre 1991    | mannequin, photographe                                                        | Fauve Hautot                       | 3e         |
| Saison 9 (2018)  |                  | Héloïse Martin ,       | Drapeau de la France                                                  | 22 ans                           | 27 juin 1996       | comédienne                                                                    | Christophe Licata ,                | 4e         |
| Saison 9 (2018)  |                  | Pamela Anderson        | Drapeau du Canada · Drapeau des États-Unis                            | 51 ans                           | 1er juillet 1967   | actrice, mannequin                                                            | Maxime Dereymez ,                  | 5e         |
| Saison 9 (2018)  |                  | Jeanfi Janssens        | Drapeau de la France                                                  | 44 ans                           | 8 décembre 1973    | humoriste, comédien                                                           | Marie Denigot                      | 6e         |
| Saison 9 (2018)  |                  | Basile Boli ,          | Drapeau de la France · Drapeau de la Côte d'Ivoire                    | 51 ans                           | 2 janvier 1967     | ancien footballeur                                                            | Katrina Patchett                   | 7e         |
| Saison 9 (2018)  |                  | Lio                    | Drapeau de la Belgique · Drapeau du Portugal                          | 56 ans                           | 17 juin 1962       | chanteuse, actrice                                                            | Christian Millette                 | 8e         |
| Saison 9 (2018)  |                  | Vincent Moscato        | Drapeau de la France                                                  | 53 ans                           | 28 juillet 1965    | ancien rugbyman, comédien, humoriste, animateur de radio                      | Candice Pascal                     | 9e         |
| Saison 9 (2018)  |                  | Anouar Toubali         | Drapeau de la France                                                  | 31 ans                           | 19 février 1987    | comédien                                                                      | Emmanuelle Berne                   | 10e        |
| Saison 9 (2018)  |                  | Carla Ginola           | Drapeau de la France                                                  | 23 ans                           | 3 octobre 1994     | mannequin, blogueuse                                                          | Jordan Mouillerac                  | 11e        |
| Saison 10 (2019) |                  | Sami El Gueddari       | Drapeau de la France                                                  | 35 ans                           | 1er février 1984   | champion handisport de natation                                               | Fauve Hautot                       | 1er        |
| Saison 10 (2019) |                  | Ladji Doucouré         | Drapeau de la France                                                  | 36 ans                           | 28 mars 1983       | double champion du monde d'athlétisme                                         | Inès Vandamme                      | 2e         |
| Saison 10 (2019) |                  | Elsa Esnoult           | Drapeau de la France                                                  | 30 ans                           | 25 septembre 1988  | chanteuse, comédienne                                                         | Anthony Colette                    | 3e         |
| Saison 10 (2019) |                  | Azize Diabaté          | Drapeau de la France · Drapeau du Mali                                | 19 ans                           | 16 février 2000    | comédien                                                                      | Denitsa Ikonomova                  | 4e         |
| Saison 10 (2019) |                  | Linda Hardy            | Drapeau de la France                                                  | 45 ans                           | 11 octobre 1973    | Miss France 1992, mannequin, comédienne                                       | Christophe Licata                  | 5e         |
| Saison 10 (2019) |                  | Clara Morgane          | Drapeau de la France                                                  | 38 ans                           | 25 janvier 1981    | mannequin, chanteuse, animatrice de télévision                                | Maxime Dereymez                    | 6e         |
| Saison 10 (2019) |                  | Yoann Riou             | Drapeau de la France                                                  | 41 ans                           | 1er avril 1978     | journaliste sportif                                                           | Emmanuelle Berne                   | 7e         |
| Saison 10 (2019) |                  | Hugo Philip            | Drapeau de la France                                                  | 30 ans                           | 10 août 1989       | mannequin, influenceur                                                        | Candice Pascal                     | 8e         |
| Saison 10 (2019) |                  | Moundir Zoughari       | Drapeau de la France                                                  | 46 ans                           | 4 septembre 1973   | candidat de télé-réalité, animateur de télévision                             | Katrina Patchett                   | 9e         |
| Saison 10 (2019) |                  | Liane Foly             | Drapeau de la France                                                  | 56 ans                           | 16 décembre 1962   | chanteuse, comédienne                                                         | Christian Millette                 | 10e        |
| Saison 11 (2021) |                  | Tayc                   | Drapeau de la France · Drapeau du Cameroun                            | 25 ans                           | 2 mai 1996         | chanteur, auteur-compositeur-interprète                                       | Fauve Hautot                       | 1er        |
| Saison 11 (2021) |                  | Bilal Hassani          | Drapeau de la France                                                  | 22 ans                           | 9 septembre 1999   | chanteur, auteur-compositeur-interprète, youtubeur                            | Jordan Mouillerac                  | 2e         |
| Saison 11 (2021) |                  | Michou                 | Drapeau de la France                                                  | 19 ans                           | 2 octobre 2001     | youtubeur                                                                     | Elsa Bois                          | 3e         |
| Saison 11 (2021) |                  | Aurélie Pons           | Drapeau de la France                                                  | 25 ans                           | 3 avril 1996       | comédienne, mannequin, Miss Provence 2018                                     | Adrien Caby                        | 4e         |
| Saison 11 (2021) |                  | Dita von Teese         | Drapeau des États-Unis                                                | 48 ans                           | 28 septembre 1972  | danseuse new burlesque, mannequin, chanteuse, actrice                         | Christophe Licata                  | 5e         |
| Saison 11 (2021) |                  | Gérémy Crédeville      | Drapeau de la France                                                  | 34 ans                           | 3 février 1987     | humoriste, comédien, chroniqueur                                              | Candice Pascal                     | 6e         |
| Saison 11 (2021) |                  | Lucie Lucas            | Drapeau de la France                                                  | 35 ans                           | 24 mars 1986       | comédienne, mannequin                                                         | Anthony Colette                    | 7e         |
| Saison 11 (2021) |                  | Wejdene                | Drapeau de la France                                                  | 17 ans                           | 23 avril 2004      | chanteuse                                                                     | Samuel Texier                      | 8e         |
| Saison 11 (2021) |                  | Vaimalama Chaves       | Drapeau de la France                                                  | 26 ans                           | 3 décembre 1994    | Miss France 2019, chanteuse                                                   | Christian Millette                 | 9e         |
| Saison 11 (2021) |                  | Jean-Baptiste Maunier  | Drapeau de la France                                                  | 30 ans                           | 22 décembre 1990   | chanteur, comédien, mannequin                                                 | Inès Vandamme                      | 10e        |
| Saison 11 (2021) |                  | Moussa Niangane        | Drapeau de la France                                                  | 40 ans                           | 20 juillet 1981    | chef d'entreprise, champion du monde de sanda, ancien candidat de téléréalité | Coralie Licata                     | 11e        |
| Saison 11 (2021) |                  | Lola Dubini            | Drapeau de la France                                                  | 27 ans                           | 22 octobre 1993    | chanteuse, comédienne, humoriste, youtubeuse                                  | Joël Luzolo                        | 12e        |
| Saison 11 (2021) |                  | Lââm                   | Drapeau de la France                                                  | 50 ans                           | 1er septembre 1971 | chanteuse                                                                     | Maxime Dereymez                    | 13e        |
| Saison 12 (2022) |                  | Billy Crawford         | Drapeau des Philippines · Drapeau des États-Unis                      | 40 ans                           | 16 mai 1982        | acteur, chanteur, danseur, animateur de télévision                            | Fauve Hautot                       | 1er        |
| Saison 12 (2022) |                  | Carla Lazzari          | Drapeau de la France                                                  | 17 ans                           | 19 août 2005       | chanteuse                                                                     | Pierre Mauduy                      | 2e         |
| Saison 12 (2022) |                  | Stéphane Legar         | Drapeau d’Israël · Drapeau du Togo                                    | 24 ans                           | 13 mai 1998        | chanteur, danseur, mannequin                                                  | Calisson Goasdoué                  | 3e         |
| Saison 12 (2022) |                  | Thomas Da Costa        | Drapeau de la France                                                  | 24 ans                           | 31 juillet 1998    | comédien                                                                      | Elsa Bois                          | 4e         |
| Saison 12 (2022) |                  | Léa Elui               | Drapeau de la France                                                  | 21 ans                           | 4 janvier 2001     | influenceuse                                                                  | Christophe Licata                  | 5e         |
| Saison 12 (2022) |                  | Florent Peyre          | Drapeau de la France                                                  | 42 ans                           | 14 mai 1980        | humoriste, comédien                                                           | Inès Vandamme                      | 6e         |
| Saison 12 (2022) |                  | Anggun                 | Drapeau de l'Indonésie · Drapeau de la France                         | 48 ans                           | 29 avril 1974      | chanteuse                                                                     | Adrien Caby                        | 7e         |
| Saison 12 (2022) |                  | Amandine Petit         | Drapeau de la France                                                  | 24 ans                           | 30 septembre 1997  | Miss France 2021                                                              | Anthony Colette                    | 8e         |
| Saison 12 (2022) |                  | Eva Queen              | Drapeau de la France                                                  | 21 ans                           | 12 mars 2001       | chanteuse                                                                     | Jordan Mouillerac                  | 9e         |
| Saison 12 (2022) |                  | Clémence Castel        | Drapeau de la France                                                  | 37 ans                           | 1er octobre 1984   | aventurière, animatrice de télévision, mannequin                              | Candice Pascal                     | 10e        |
| Saison 12 (2022) |                  | Théo Fernandez         | Drapeau de la France                                                  | 23 ans                           | 18 septembre 1998  | acteur                                                                        | Alizée Bois                        | 11e        |
| Saison 12 (2022) |                  | David Douillet         | Drapeau de la France                                                  | 53 ans                           | 17 février 1969    | judoka, homme politique                                                       | Katrina Patchett                   | 12e        |
| Saison 13 (2024) |                  | Natasha St-Pier        | Drapeau du Canada                                                     | 43 ans                           | 10 février 1981    | chanteuse, actrice                                                            | Anthony Colette                    | 1re        |
| Saison 13 (2024) |                  | Nico Capone            | Drapeau de la Suisse                                                  | 33 ans                           | 25 octobre 1990    | influenceur web, créateur de contenu                                          | Inès Vandamme                      | 2e         |
| Saison 13 (2024) |                  | Inès Reg               | Drapeau de la France                                                  | 31 ans                           | 20 juillet 1992    | humoriste                                                                     | Christophe Licata                  | 3e         |
| Saison 13 (2024) |                  | Keiona                 | Drapeau de la France                                                  | 32 ans                           | 4 janvier 1992     | drag queen                                                                    | Maxime Dereymez                    | 4e         |
| Saison 13 (2024) |                  | Roman Doduik           | Drapeau de la France                                                  | 25 ans                           | 2 octobre 1998     | humoriste                                                                     | Ana Riera                          | 5e         |
| Saison 13 (2024) |                  | James Denton           | Drapeau des États-Unis                                                | 61 ans                           | 20 janvier 1963    | acteur                                                                        | Candice Pascal                     | 6e         |
| Saison 13 (2024) |                  | Black M                | Drapeau de la France                                                  | 39 ans                           | 27 décembre 1984   | rappeur, chanteur                                                             | Elsa Bois                          | 7e         |
| Saison 13 (2024) | Adeline Toniutti | Adeline Toniutti       | Drapeau de la France                                                  | 35 ans                           | 8 mars 1988        | chanteuse, coach vocale                                                       | Adrien Caby                        | 8e         |
| Saison 13 (2024) |                  | Cristina Córdula       | Drapeau du Brésil · Drapeau de la France                              | 59 ans                           | 30 octobre 1964    | mannequin, animatrice de télévision, conseillère en image, styliste           | Jordan Mouillerac                  | 9e         |
| Saison 13 (2024) |                  | Diane Leyre            | Drapeau de la France                                                  | 26 ans                           | 10 juillet 1997    | Miss France 2022, mannequin, chroniqueuse radio                               | Yann-Alrick Mortreuil              | 10e        |
| Saison 13 (2024) |                  | Cœur de pirate         | Drapeau du Canada                                                     | 34 ans                           | 22 septembre 1989  | chanteuse, autrice-compositrice-interprète                                    | Nicolas Archambault                | 11e        |
| Saison 13 (2024) |                  | Caroline Margeridon    | Drapeau de la France                                                  | 57 ans                           | 29 septembre 1966  | entrepreneuse, femme d’affaires, antiquaire                                   | Christian Millette                 | 12e        |
| Saison 14 (2025) |                  | Lenie                  | Drapeau de la France                                                  | 19 ans                           | 23 avril 2005      | chanteuse                                                                     | Jordan Mouillerac                  | 1re        |
| Saison 14 (2025) |                  | Florent Manaudou       | Drapeau de la France                                                  | 34 ans                           | 12 novembre 1990   | nageur                                                                        | Elsa Bois                          | 2e         |
| Saison 14 (2025) |                  | Adil Rami              | Drapeau de la France · Drapeau du Maroc                               | 39 ans                           | 27 décembre 1985   | footballeur                                                                   | Ana Riera                          | 3e         |
| Saison 14 (2025) |                  | Jungeli                | Drapeau de la France · Drapeau de la république démocratique du Congo | 16 ans                           | 6 octobre 2008     | chanteur                                                                      | Inès Vandamme                      | 4e         |
| Saison 14 (2025) |                  | Mayane                 | Drapeau de la France                                                  | 20 ans                           | 11 septembre 2004  | comédienne                                                                    | Christophe Licata                  | 5e         |
| Saison 14 (2025) |                  | Julie Zenatti          | Drapeau de la France                                                  | 44 ans                           | 5 février 1981     | chanteuse                                                                     | Adrien Caby                        | 6e         |
| Saison 14 (2025) |                  | Claude Dartois         | Drapeau de la France                                                  | 45 ans                           | 26 juin 1979       | aventurier et chauffeur de maître                                             | Katrina Patchett                   | 7e         |
| Saison 14 (2025) |                  | Ève Gilles             | Drapeau de la France                                                  | 21 ans                           | 9 juillet 2003     | Miss France 2024, mannequin                                                   | Nino Mosa                          | 8e         |
| Saison 14 (2025) |                  | Frank Lebœuf           | Drapeau de la France                                                  | 57 ans                           | 22 janvier 1968    | footballeur                                                                   | Candice Pascal                     | 9e         |
| Saison 14 (2025) |                  | Charlotte de Turckheim | Drapeau de la France                                                  | 69 ans                           | 5 avril 1955       | actrice                                                                       | Yann-Alrick Mortreuil              | 10e        |
| Saison 14 (2025) |                  | Sophie Davant          | Drapeau de la France                                                  | 61 ans                           | 19 mai 1963        | journaliste, animatrice de radio et de télévision                             | Nicolas Archambault                | 11e        |
| Saison 14 (2025) |                  | Nelson Monfort         | Drapeau de la France · Drapeau des États-Unis                         | 71 ans                           | 12 mars 1953       | commentateur sportif                                                          | Calisson Goasdoué                  | 12e        |

Légende :
- vainqueur de la compétition
- deuxième de la compétition
- troisième de la compétition
- actuellement en compétition